# Jauhen Haurylenka

Jauhen Haurylenka (Mitte; Startnummer 830) bei den Europameisterschaften 1974 in Rom

Jauhen Michajlawitsch Haurylenka (belarussisch Яўген Міхайлавіч Гаўрыленка, russisch Евгений Михайлович Гавриленко Jewgeni Michailowitsch Gawrilenko, engl. Transkription Yevgeny Gavrilenko; * 5. April 1951 in Homel) ist ein ehemaliger sowjetisch-belarussischer Hürdenläufer, der sich auf die 400-Meter-Distanz spezialisiert hatte.
Bei den Europameisterschaften 1971 in Helsinki wurde er Fünfter und bei den Olympischen Spielen 1972 in München Sechster.
Jeweils die Bronzemedaille gewann er bei den Europameisterschaften 1974 in Rom und bei den Olympischen Spielen 1976 in Montreal.
Viermal wurde er sowjetischer Meister (1972, 1974–1976). Seine persönliche Bestzeit von 49,02 s stellte er am 30. Mai 1976 in München auf.